# 米洛拉德·克里沃卡皮奇
米洛拉德·克里沃卡皮奇（羅馬化：Milorad Krivokapić，1956年1月8日—），塞尔维亚男子水球运动员。他曾代表南斯拉夫参加1980年和1984年夏季奥林匹克运动会水球比赛，获得一枚金牌和一枚银牌。